# Reuleaux-driehoek

Drie cirkels overlappen elkaar, elk gaat door het middelpunt van de andere twee. Middenin ontstaat een reuleaux-driehoek.
Deze bollende driehoek heeft een constante breedte: alle punten op een boog liggen op gelijke afstand van de tegenoverliggende hoek.

Rollend

Draaiend als een wiel

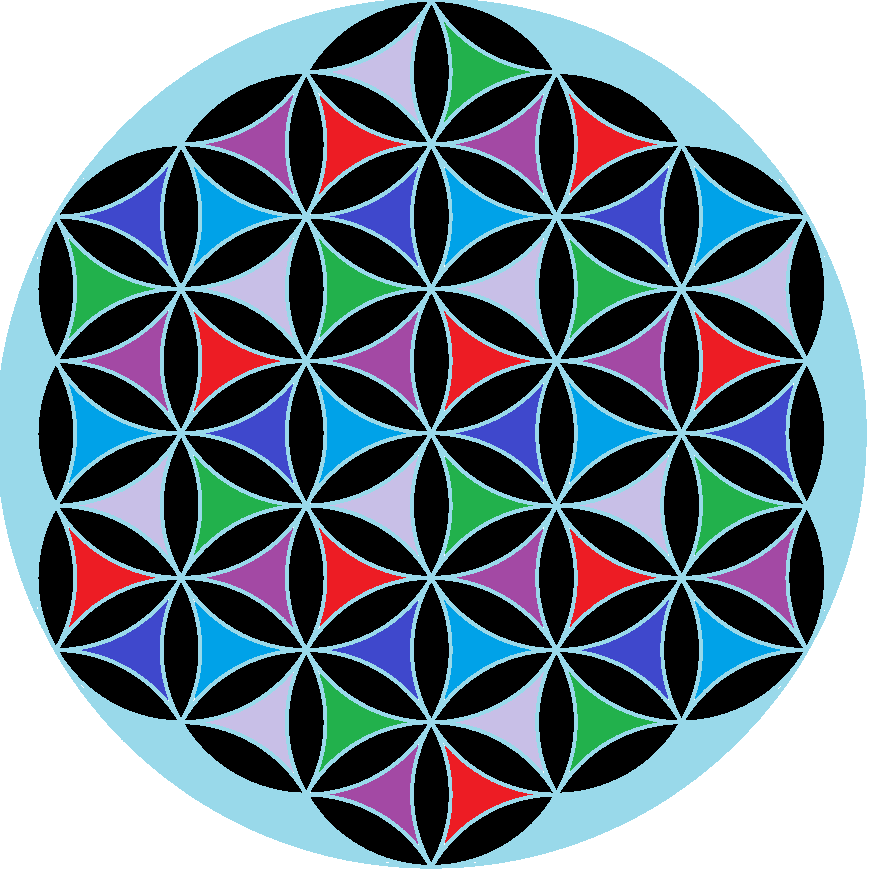
Levensbloem. Drie zwarte segmenten vormen een reuleaux-driehoek.

Een reuleaux-driehoek is een driehoekige figuur met gekromde zijden. De zijden zijn drie even grote koorden van een cirkel. De figuur wordt geconstrueerd uit de doorsnijding van drie cirkels, elk met zijn middelpunt op een snijpunt van de andere twee. De snijpunten bevinden zich op een gelijkzijdige driehoek. De figuur behoort tot de reuleaux-polygonen, oneven veelhoeken waarvan de zijden bestaan uit cirkelsegmenten die elk hun middelpunt hebben op een overstaand snijpunt.
De rand van deze driehoek is een curve met constante breedte; het is de eenvoudigste en bekendste curve met deze eigenschap, behalve de cirkel zelf. 'Constante breedte' betekent dat de afstand van elk tweetal parallelle steunlijnen hetzelfde is: de reuleaux-driehoek kan tussen zijn steunlijnen rollen.
Deze driehoek is genoemd naar de 19e-eeuwse Duitse ingenieur Franz Reuleaux (uitspraak: [ʁœlo](IPA)). De vorm komt echter al voor in een Fenicische betegeling uit de negende eeuw. Leonardo da Vinci was ermee bekend, Euler schreef er in 1774 over en in de twintigste eeuw vond de reuleaux-driehoek toepassing in de werktuigbouw.

## Constructie en afmetingen
Bij het construeren van een gelijkzijdige driehoek ontstaat de reuleaux-driehoek al eerder dan de echte driehoek. Bij de constructie is alleen een passer nodig om drie gelijke cirkels te tekenen: de eerste twee met de middelpunten op elkaars randen, de derde met een van de snijpunten als middelpunt. Het is niet nodig de cirkels volledig te tekenen, segmenten van 60 graden (een zesde deel van de cirkel) volstaan.
Uit de constructie zijn de afmetingen te berekenen. Uitgaande van een cirkel met straal r en een gelijkzijdige driehoek met zijden r:
- De omtrek van de reuleaux-driehoek is de helft van de cirkel waarvan hij de bogen heeft: hij is immers opgebouwd uit drie cirkelbogen die elk een zesde van een cirkel zijn.
- Op dezelfde manier is te zien, dat een gelijkzijdige driehoek met zijden van lengte r een reuleaux-driehoek geeft met zijden van r·πr/3, ongeveer 1,047·r.
- De reuleaux-driehoek is dus opgebouwd uit drie overlappende cirkelsegmenten; daaruit is de oppervlakte te berekenen. Bij een cirkelstraal r hebben de drie cirkelsegmenten het oppervlak van een halve cirkel, oftewel {\displaystyle {\tfrac {1}{2}}\pi r^{2}}, maar daarbij is het overlappende deel driemaal geteld. Die overlapping is de gelijkzijdige driehoek; die moet dus tweemaal in mindering gebracht worden. De oppervlakte wordt dan {\displaystyle {\begin{aligned}{\tfrac {1}{2}}(\pi -{\sqrt {3}})r^{2}=0,705r^{2}\\\end{aligned}}\!\,}. Een gelijkzijdige driehoek met zijden van een meter levert een reuleaux-driehoek op met een oppervlak van nagenoeg een vierkante meter: 0,9934 m².
- Van alle curven met gelijke breedte heeft de cirkel het grootste oppervlak voor een gegeven breedte. Het Blaschke-Lebesgue-theorema uit het begin van de twintigste eeuw bewijst dat de reuleaux-driehoek het kleinste oppervlak heeft.[3]

## Eigenschappen en toepassingen
Met reuleaux-polygonen en alle andere curves van constante breedte zijn putdeksels te maken die evenmin in de bijbehorende put kunnen vallen als de gewone ronde putdeksels: ze hebben immers overal dezelfde diameter. Plectrums hebben ook vaak deze vorm, gewoonlijk wel met afgeronde punten.
De support function van deze polygonen is:
```
h
(
t
) = 
1
/
2
 + 
sin(
at
)
/
2 (
a
2
 − 1)
```

Hierbij is a oneven en groter of gelijk aan drie.
Een ander gevolg van de constante breedte is, dat een vlakke plaat op rollende reuleaux-polygonen steeds in contact blijft met al de polygonen. Ook blijven ze afrollend binnen een vierkant steeds in contact met alle zijden. De afstand tussen twee van zulke platen wordt de breedte van de curve genoemd.
Hoewel ze dus als rollers gebruikt kunnen worden, zijn ze alleen met een hulpconstructie bruikbaar als wielen. Als een reuleaux-driehoek op zijn punt staat, ligt het middelpunt namelijk hoger dan als die op een zij ligt, zodat de as van een 'reuleaux-fietswiel' steeds op en neer zou gaan, terwijl ook de voorwaartse beweging ongelijkmatig is. Het zwaartepunt verplaatst zich dus, wat in mechanische constructies tot onbalans leidt. Die onbalans kan echter ook nuttig zijn: een potlood of munt met een reuleaux-driehoek als doorsnede rolt niet makkelijk weg, ondanks de constante breedte.

### Boor voor hoekige gaten
| Reuleaux-boor                                                                  |
| ------------------------------------------------------------------------------ |
| Rollend binnenlangs een vierkant. De baan van het middelpunt is aangegeven.    |
| De baan van het middelpunt. De blauwe ingeschreven cirkel is ter vergelijking. |

Een boor die de buitenomtrek van een reuleaux-driehoek heeft, kan gebruikt worden om 'vierkante' gaten te boren. De beweging van de boor is vergelijkbaar met een reuleaux-driehoek die afrolt langs de binnenzijde van een vierkant. Daarbij doorloopt het middelpunt van de driehoek een kromme die niet helemaal cirkelvormig is, maar uit vier gelijke ellipssegmenten bestaat. Daarom moet de boor op een excentriekconstructie geplaatst worden; een simpele excentrisch gemonteerde as volstaat niet. Een boor die zuiver als reuleaux-driehoek uitgevoerd is, snijdt 98,77% van het gat uit: de hoeken zijn iets afgerond.
De Engelse Amerikaan Harry Watts ontwierp in 1914 een boor die op de reuleaux-driehoek gebaseerd is. In september 1917 kreeg hij octrooi op zijn mechanisme voor het boren van veelhoekige gaten; de patentaanvraag uit november 2016 specificeerde dat de boorkop een veelhoek was met één zijde minder dan het te boren gat. De Watts Brothers Tool Works produceerde ook boren voor vijf-, zes- en achthoekige gaten. Achter de reuleaux-snijkop is ruimte gemaakt voor het afvoeren van spaanders en gruis.

### Slijpschijf
Reuleaux-slijpschijven en afbraamschijven komen beter in hoeken dan ronde, wat ze geschikt maakt voor het verwijderen van tegellijm en resten van verf of behang. De veranderende afstand tussen as en rand verhindert dat de hoeken helemaal bereikt worden, maar met een excenter-constructie kan dit nagenoeg, zoals te zien is bij de boren voor vierkante gaten.

### Munten
Diverse munten hebben een reuleaux-vorm, waaronder de zevenhoekige Britse twenty pences en fifty pences. Door de constante breedte kunnen verkoopautomaten er goed mee overweg. Er bestaan echter ook hoekige munten die geen constante breedte hebben.
Bermuda heeft vanaf de jaren negentig herdenkingsmunten uitgegeven die de reuleaux-driehoek benaderen, zij het met afgeronde punten. Ze hebben nominale waarden vanaf 1 Bermudaanse dollar, maar worden niet in omloop gebracht als betaalmiddel. De beeldenaars tonen scheepsrampen rond Bermuda en informeel worden ze aangeduid als Bermuda triangles, verwijzend naar de Bermudadriehoek.

### Submillimeter Array

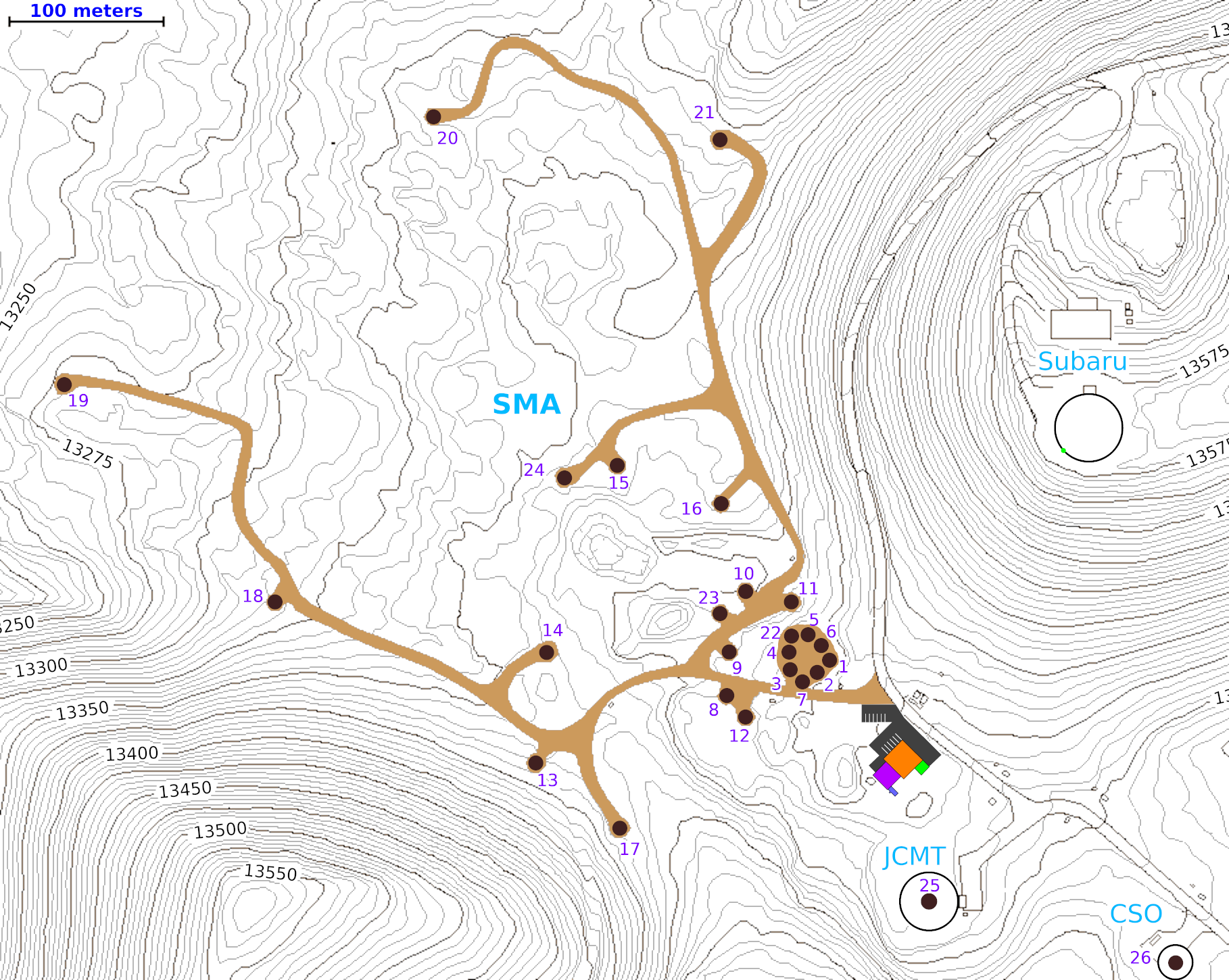
Het Mauna Kea-observatorium. De acht stipjes rond de bruine driehoek geven de Submillimeter Array aan.

De Submillimeter Array, die deel uitmaakt van het Mauna Kea-observatorium, bestaat uit acht radiotelescopen voor apertuursynthese. Apertuursynthese houdt in, dat de telescopen door hun opstelling en uitvoering een gezamenlijk beeld produceren dat veel beter is dan de afzonderlijke beelden. Een opstelling in een smalle ring volgens een curve met constante breedte heeft hiervoor gunstige eigenschappen en uit een bouwstudie bleek, dat een reuleaux-driehoek een betere beeldvorming zou moeten opleveren dan de cirkel. Volgens deze studie van Eric Keto zou een lichte verstoring van de vorm wenselijk zijn om de symmetrie te doorbreken en plaatselijke pieken in de beeldvorming te voorkomen. Het onregelmatige terrein op de Hawaïaanse berg Mauna Kea dwong zulke aanpassingen ook af; wel staan de telescopen opgesteld in een opbollende driehoek.
Een theoretische studie uit 2004 trok de voordelen van de reuleaux-driehoek echter in twijfel. Een simulatie met zestig telescopen gaf aan dat cirkel en de reuleaux-driehoek vrijwel gelijkwaardig zijn bij een opstelling met grote aantallen telescopen. Variatie in de afstanden tussen de telescopen scheen belangrijker te zijn dan het verbreken van de symmetrie. De berekeningen leidden tot de hypothese dat de beeldvorming gelijkmatiger zou zijn als de telescopen opgesteld werden in een brede ring: niet strikt op een gladde curve dus, maar met verspringingen.

## Verwante en gelijkende vormen
- Uit alle oneven convexe veelhoeken, ook de onregelmatige, is een curve met constante breedte te construeren met een reeks cirkelbogen. Deze constructie werkt alleen in het platte vlak; geen enkele intersectie van twee of meer sferen in hogere dimensies heeft een constante breedte.[12]
- Zoals uit cirkels een reuleaux-driehoek geconstrueerd kan worden, kan uit bollen een reuleaux-tetraëder gemaakt worden met bolsegmenten die hun middelpunt in de tegenoverliggende snijpunten hebben. Zoals uit het voorgaande punt blijkt, heeft deze vorm echter geen constante breedte, al is de afwijking slechts iets meer dan een procent.
- Omwentelingslichamen van de reuleaux-driehoek over een symmetrieas hebben wel een constante breedte.
- Ernst Meißner presenteerde in 1911 een viervlak dat gebaseerd is op de reuleaux-tetraëder. Daarvan verving hij drie ribben door omwentelingslichamen van de cirkel; het resultaat heeft een constante breedte, maar is geen omwentelingslichaam. Er zijn twee varianten: de te vervangen bogen kunnen een zijde omvatten of van een hoekpunt uitgaan. De twee varianten staan bekend als de meissner-tetrahedrons[13][14][15] of meissner-lichamen.
- Sinds 2024 is er een formule bekend voor gegeneraliseerde reuleaux-driehoeken in hogere dimensies. Ten opzichte van de triviale n-sferen van dezelfde breedte is het volume hoogstens 0,9n, zodat de volumefactor exponentieel kleiner wordt bij een toenemend aantal dimensies.[16][17][18] De factor 0,9 is geen ondergrens; meissner-lichamen zijn een fractie kleiner.
- De levensbloem (flower of life) is een visueel patroon met zesassige symmetrie, dat opgebouwd wordt vanuit twee cirkels die door elkaars middelpunt lopen, zoals bij het construeren van een gelijkzijdige driehoek. Door elk van de snijpunten worden zes gelijke cirkels getrokken en het ontstane patroon kan naar believen uitgebreid worden. Elke ring van drie lensvormige delen is een reuleaux-driehoek.
- Ten onrechte wordt wel gesteld dat de rotor van een wankelmotor een reuleaux-driehoek zou zijn. De rotor heeft iets vlakkere zijden die niet per se cirkelsegmenten zijn.[2][19]

## Geschiedenis

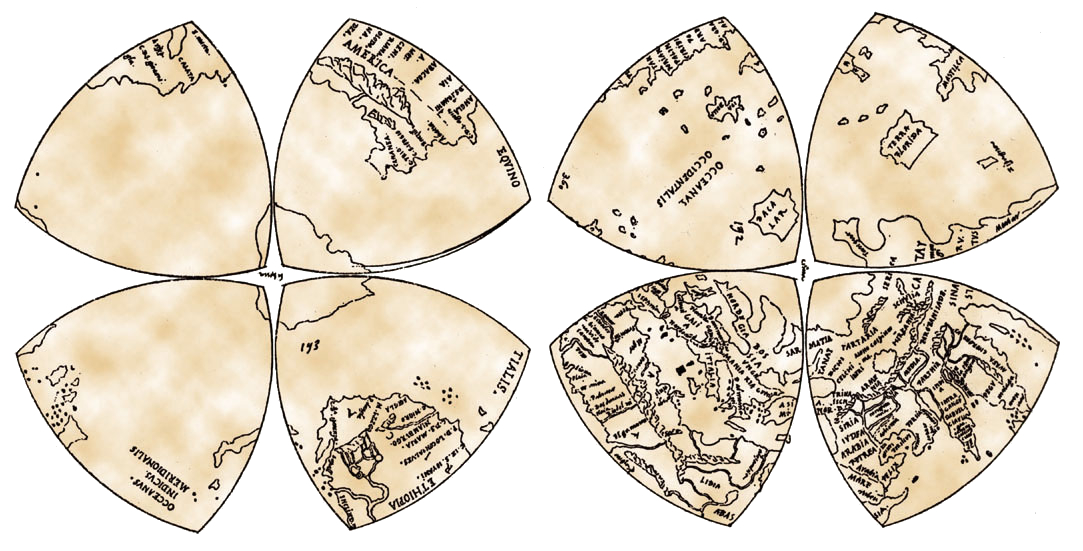
Wereldkaart uit het atelier van Leonardo da Vinci

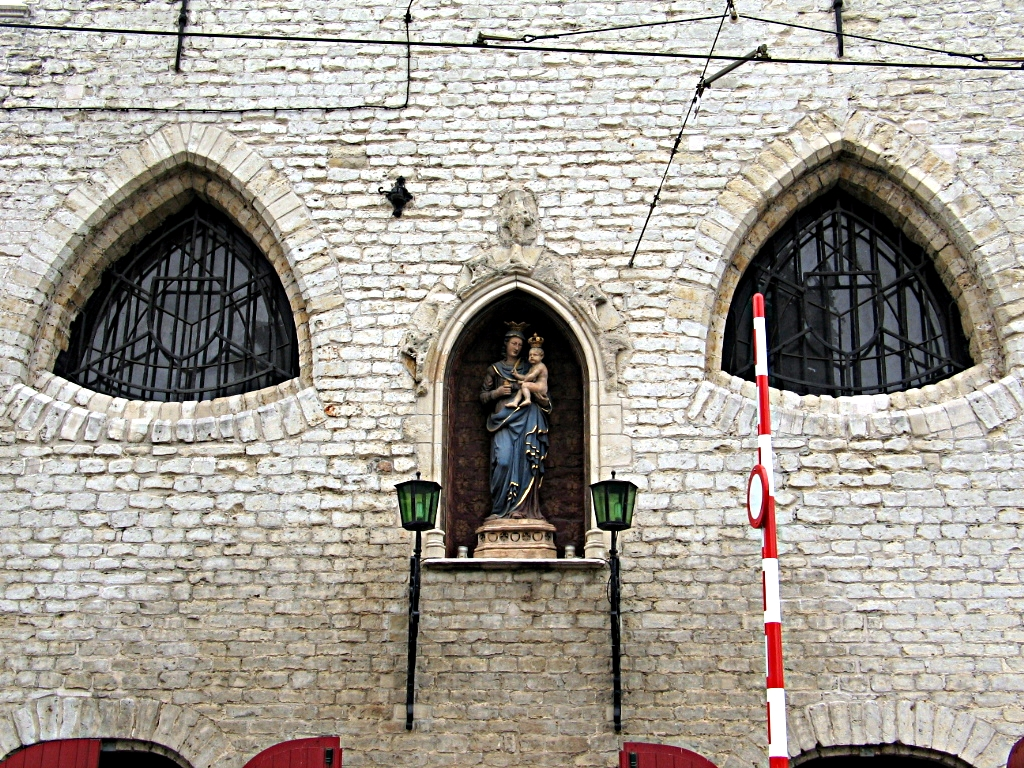
Maria met de inktpot, boven de ingang van het Gentse Groot Vleeshuis aan de kant van de Vleeshuisbrug en de Kleine Groentenmarkt

### Studie
Hoewel de polygonen genoemd zijn naar de Duitse ingenieur Franz Reuleaux (1829 – 1905), was hij niet de eerste die ze behandelde: Euler schreef in 1774 al een wiskundige verhandeling over vormen met constante breedte, die hij orbiformes noemde, een naam die als orbiforms nog steeds in gebruik is. Versies in hogere dimensies worden spheroforms genoemd.
De werktuigbouwkundige Reuleaux legde andere accenten: hij bestudeerde mechanieken voor het omzetten van bewegingen en wordt beschouwd als de grondlegger van de moderne kinematica. In zijn boek Theoretische Kinematik, Grundzüge einer Theorie des Maschinenwesens legde hij de nadruk op toepasbaarheid en beschreef hij enkele eigenschappen van de uit cirkelsegmenten opgebouwde driehoek, in het bijzonder de consequenties van de constante breedte.
In de twintigste eeuw heeft Hermann Minkowski over de lichamen met constante breedte belangrijke bijdragen geleverd in zijn verhandeling Über die Körper konstanter Breite.

### Kunst, cultuur en vormgeving
Bij visuele uitingen met opbollende driehoeken is niet altijd duidelijk of het reuleaux-driehoeken zijn; een aantal van de volgende voorbeelden is op het oog als reuleaux aangeduid.
In ornamenten en vlakverdelingen komt de later naar Reuleaux genoemde driehoek al meer dan duizend jaar voor, zoals in een Fenicisch mozaïek uit de 9e eeuw. De reuleaux-driehoek is vaak onderdeel van een groter geheel, doordat hij vanzelf opduikt bij de overlappende cirkels zoals gebruikt worden bij het construeren van een gelijkzijdige driehoek. Daardoor is de reuleaux-driehoek een van de vormen in de levensbloem, vaak aangeduid met de Engelse benaming flower of life. Deze figuur is opgebouwd uit cirkels die overlappen in een patroon met zestallige symmetrieën.
Levensbloemen zijn als inscriptie aangetroffen in Qurna, op pilaren van het Osireion, dat deel uitmaakt van de dodentempel van farao Seti I, maar het is onaannemelijk dat de inscripties gemaakt zijn bij de bouw van het complex. In de oud-Egyptische kunst kwamen geometrische motieven nauwelijks zelfstandig voor en bovendien zijn er Griekse letters aangetroffen bij de inscriptie. De ouderdom is onduidelijk, mogelijk van na het begin van de christelijke jaartelling.
De reuleaux-driehoek was bekend bij Leonardo da Vinci, die hem onder andere gebruikte voor een schetsmatige wereldkaart in octantprojectie uit 1514 in de Codex Atlanticus; de acht stukken kunnen naar elkaar gebogen worden voor een ruwe benadering van de aardbol. Mogelijk is deze kaart echter niet van de meester zelf, maar afkomstig uit zijn atelier; wel is een voorloper van deze projectie te zien in een ruwe schets uit circa 1508, waarin da Vinci's hand duidelijk is. Een eeuw later, omstreeks 1616, gebruikte Nicolaes van Geelkercken een vergelijkbare projectie.

#### Gebouwen

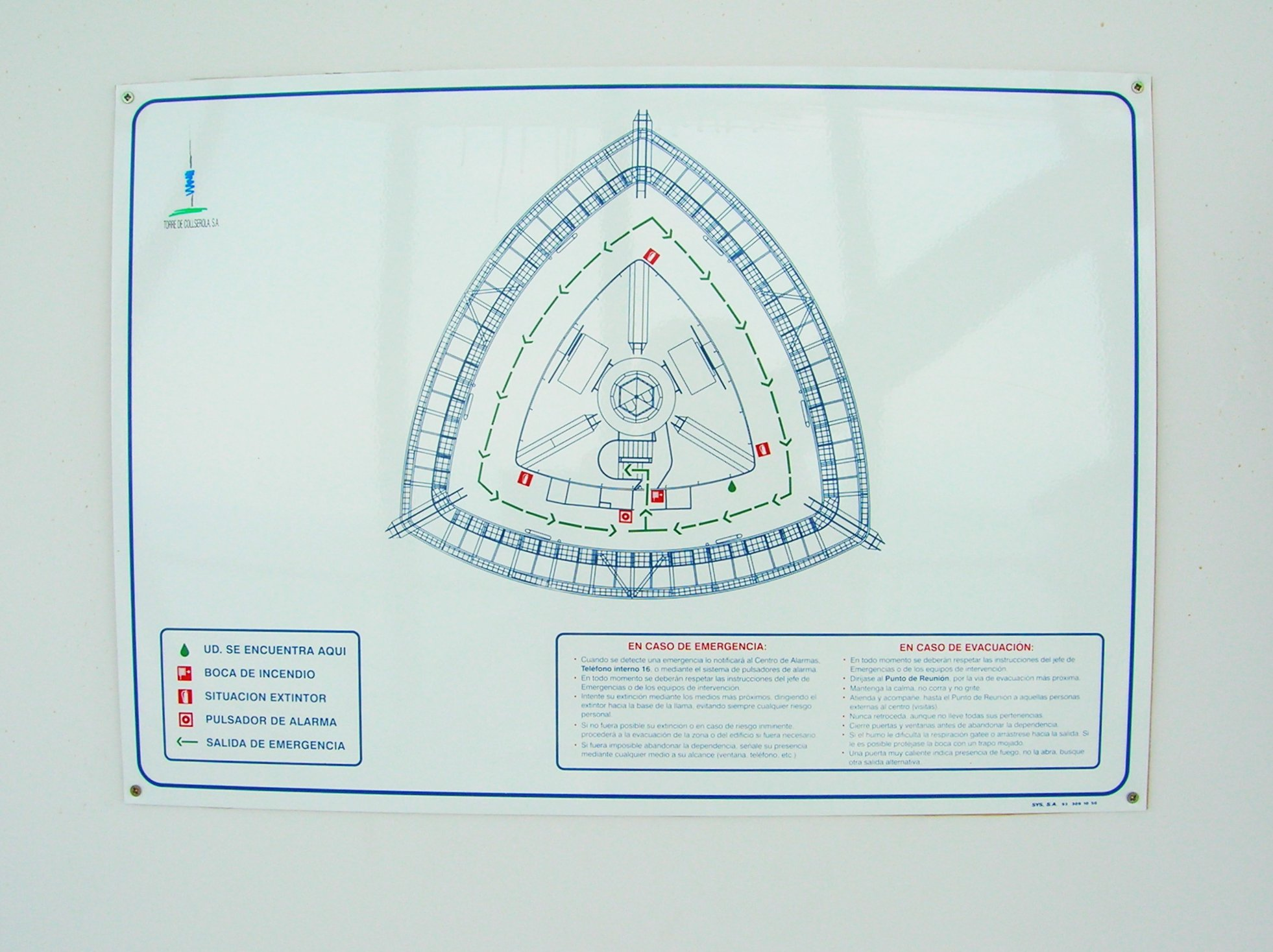
Ontruimingsplan van de Torre de Collserola

In gebouwen komt deze driehoek voor in mozaïeken en als onderdeel van vensterverdelingen. Voorbeelden van zelfstandig gebruik zijn vensters in de Onze-Lieve-Vrouwekerk van Brugge en de Sint-Baafskathedraal en het Groot Vleeshuis in Gent. De vorm hoorde typisch bij de gotische architectuur en verdween daarna, om terug te komen met de neogotiek.
In de twintigste eeuw zijn er gebouwen opgetrokken die vrijwel een reuleaux-grondvlak hebben. Bekend zijn het Kresge-auditorium van het MIT van Eero Saarinen (1955) en de Torre de Collserola in Barcelona van Norman Foster (1992).

#### Logo's
- Een vorm van gelijke breedte wordt in het Duits wel aangeduid als een Gleichdick. Een webshop biedt onder die merknaam rokersbenodigdheden aan in de vorm van reuleaux-driehoeken, waaronder asbakken en kruidensnijders voor cannabis. Ook het logo heeft deze vorm.[28]
- Het automerk Lancia heeft op de auto's merk-emblemen gebruikt in de vorm van een reuleaux-driehoek.